# Ciak d'oro 2005
La 20ª edizione dei Ciak d'oro si è tenuta il 9 giugno 2005 presso la sede di Roma dell'Arnoldo Mondadori Editore.

## Vincitori e candidati
I vincitori sono indicati in grassetto, a seguire gli altri candidati.

### Miglior film
- Le conseguenze dell'amore di Paolo Sorrentino

### Miglior regista
- Paolo Sorrentino - Le conseguenze dell'amore

### Migliore attore protagonista
- Carlo Verdone - Manuale d'amore

### Migliore attrice protagonista
- Barbora Bobuľová - Cuore sacro

### Migliore attore non protagonista
- Pierfrancesco Favino - Le chiavi di casa
  - Dino Abbrescia- Manuale d'amore
  - Johnny Dorelli - Ma quando arrivano le ragazze?
  - Raffaele Pisu - Le conseguenze dell'amore
  - Valerio Binasco - Lavorare con lentezza

### Migliore attrice non protagonista
- Lisa Gastoni - Cuore sacro
  - Cristiana Capotondi - Volevo solo dormirle addosso
  - Erika Blanc - Cuore sacro
  - Galatea Ranzi - La vita che vorrei
  - Lalli - Nemmeno il destino

### Migliore produttore
- Aurelio De Laurentiis - Manuale d'amore
  - Nicola Giuliano, Francesca Cima, Domenico Procacci e Angelo Curti - Le conseguenze dell'amore

### Migliore opera prima
- Saverio Costanzo - Private

### Migliore sceneggiatura
- Gianni Amelio, Stefano Rulli, Sandro Petraglia - Le chiavi di casa
  - Andrea Frazzi, Antonio Frazzi, Diego De Silva, Marcello Fois, Ferdinando Vicentini Orgnani - Certi bambini
  - Paolo Sorrentino - Le conseguenze dell'amore
  - Giovanni Veronesi, Ugo Chiti - Manuale d'amore
  - Saverio Costanzo, Camilla Costanzo, Alessio Cremonini, Sayed Kashua - Private

### Migliore fotografia
- Cesare Accetta - Il resto di niente
  - Italo Petriccione - Alla luce del sole
  - Daniele Ciprì - Come inguaiammo il cinema italiano - La vera storia di Franco e Ciccio
  - Luca Bigazzi - Le conseguenze dell'amore e Le chiavi di casa
  - Gherardo Gossi - Nemmeno il destino e Lavorare con lentezza

### Migliore sonoro
- Daghi Rondanini e Emanuele Cecere - Le conseguenze dell'amore

### Migliore scenografia
- Beatrice Scarpato - Il resto di niente
  - Andrea Crisanti - Cuore sacro
  - Giancarlo Basili - L'amore ritrovato
  - Marco Dentici - La vita che vorrei
  - Sonia Peng - Lavorare con lentezza

### Migliore montaggio
- Giogiò Franchini - Le conseguenze dell'amore
  - Claudia Uzzo, Daniele Ciprì, Franco Maresco - Come inguaiammo il cinema italiano - La vera storia di Franco e Ciccio
  - Simona Paggi - Le chiavi di casa
  - Francesca Calvelli - Private
  - Clelio Benevento, Lorenzo Macioce - Un silenzio particolare

### Migliore costumi
- Daniela Ciancio - Il resto di niente
  - Gianna Gissi - L'amore ritrovato
  - Maria Rita Barbera - La vita che vorrei
  - Lina Nerli Taviani - Lavorare con lentezza
  - Katia Dottori - Ma quando arrivano le ragazze?

### Migliore colonna sonora
- Teho Teardo - Lavorare con lentezza
  - Almamegretta - Certi bambini
  - Franco Piersanti - Le chiavi di casa
  - Pasquale Catalano - Le conseguenze dell'amore
  - Paolo Buonvino - Manuale d'amore

### Miglior manifesto
- Le conseguenze dell'amore

### Migliore film straniero
- Mare dentro di Alejandro Amenábar

### Ciak d'oro Mini/Skoda Bello & Invisibile
- Il resto di niente di Antonietta De Lillo

### Ciak d'oro alla carriera
- Suso Cecchi D'Amico

### Superciak d'oro
- L'ultimo imperatore di Bernardo Bertolucci, giudicato dai lettori il miglior film presentato nella rassegna dei primi venti anni